# Mikroskop

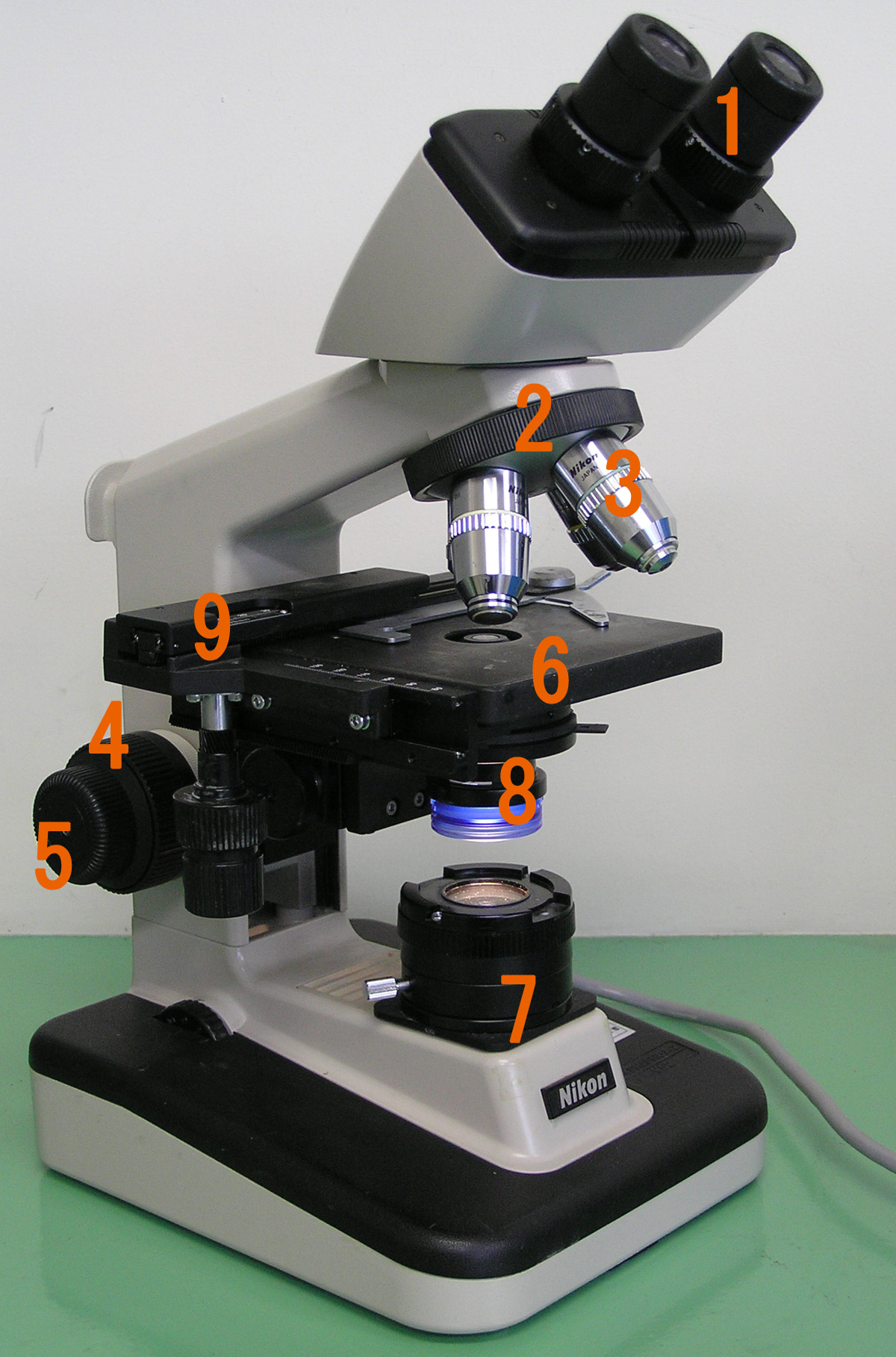
Budowa mikroskopu optycznego:
1. Okular;
2. Rewolwer;
3. Obiektyw;
4. Śruba makrometryczna;
5. Śruba mikrometryczna;
6. Stolik;
7. Źródło światła;
8. kondensor;
9. statyw

Mikroskop ( μικρός mikros – „mały” i σκοπέω skopeo – „patrzę, obserwuję”) – urządzenie służące do obserwacji małych obiektów, zwykle niewidocznych gołym okiem, albo przyjrzenia się subtelnym detalom obiektów małych, aczkolwiek widocznych nieuzbrojonym okiem. Mikroskop pozwala spojrzeć w głąb mikroświata.

## Historia

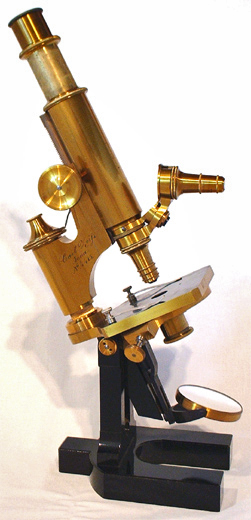
Mikroskop firmy Carl Zeiss (1879)

Pierwsze mikroskopy były mikroskopami optycznymi, w których do oświetlania obserwowanych obiektów wykorzystywano światło dzienne. Za twórców tego rodzaju mikroskopów uważa się Holendrów, Zachariasza Janssena i jego ojca Hansa. Pierwsze konstrukcje wykonali oni około roku 1590. Ze względu na niewielkie powiększenie (10 razy) mikroskopy nie zdobyły wtedy uznania jako narzędzie badawcze.
Przełomu dokonał wynalazca i przedsiębiorca Antoni van Leeuwenhoek, który udoskonalił konstrukcję mikroskopu, a następnie rozwinął produkcję tych urządzeń w XVII wieku. Leeuwenhoek jako pierwszy obserwował żywe komórki – plemniki, pierwotniaki, erytrocyty itp. Wykorzystanie mikroskopu przyczyniło się do ogromnego postępu w biologii. Naukowcy mogli badać, co dzieje się we wnętrzu żywych organizmów. Powstały nowe dziedziny nauki, cytologia oraz mikrobiologia. Dzięki wykorzystaniu mikroskopu możliwy był ogromny postęp w leczeniu chorób zakaźnych. W roku 1882 Robert Koch odkrył z pomocą mikroskopu bakterie gruźlicy.
Mikroskop wykorzystano do obserwacji podziału chromosomów w jądrze komórkowym. W roku 1910 Thomas Hunt Morgan udowodnił, że chromosomy są nośnikami genów dając początek genetyce. W technologii materiałowej mikroskopy wykorzystywano do obserwacji struktur metali albo innych materiałów. W ten sposób możliwe stało się opracowanie doskonalszych stopów metali wykorzystywanych w przemyśle.
Kolejnym przełomem stało się wykorzystanie w mikroskopie elektronów. W roku 1931 pierwszy mikroskop elektronowy skonstruowali Ernst Ruska i Maksem Knollem w Berlinie. Możliwa stała się obserwacja najmniejszych struktur organelli komórkowych. W technologii wykorzystanie mikroskopów elektronowych stało się podstawą rewolucji krzemowej. Bez technik sprawdzania jakości wykonywanych w półprzewodnikach struktur nie udałoby się dokonać tak ogromnego postępu w tej dziedzinie.
W roku 1982 mikroskopia uczyniła pierwszy krok w kierunku świata atomów. Pracujący w Zurychu naukowcy Gerd Binnig oraz Heinrich Rohrer skonstruowali mikroskop STM. Pozwolił on na obserwację struktur złożonych z pojedynczych atomów. Późniejsze prace doprowadziły do budowy szeregu odmian tego mikroskopu pozwalających na badanie różnych właściwości materii w skali nanometra. Niezwykłą cechą mikroskopu STM była jego zdolność nie tylko do obserwacji atomów, ale również manipulacji nimi – przekładania ich z miejsca na miejsce po jednym. Obecnie badacze przewidują, że postęp w mikroskopii pozwoli na zapoczątkowanie rozwoju nanotechnologii, która może znaleźć zastosowanie w prawie każdej dziedzinie życia.

## Rodzaje mikroskopów
- mikroskop akustyczny
- mikroskop elektronowy
- mikroskop fluorescencyjny
- mikroskop holograficzny
- mikroskopy konfokalne
- mikroskop metalograficzny
- mikroskop operacyjny

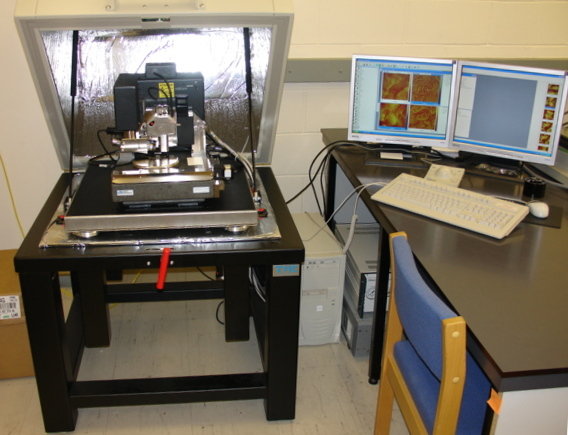
Mikroskop sił atomowych

- mikroskop optyczny (mikroskop świetlny)
- mikroskop polaryzacyjny
- mikroskop pomiarowy
- mikroskop porównawczy
- mikroskop sił atomowych
- mikroskop stereoskopowy
- mikroskop warsztatowy
- skaningowy mikroskop tunelowy